# Panopeus rugosus
Panopeus rugosus är en kräftdjursart som beskrevs av Alphonse Milne-Edwards 1880. Panopeus rugosus ingår i släktet Panopeus och familjen Panopeidae. Inga underarter finns listade i Catalogue of Life.